# Bradyscela granulosa
Bradyscela granulosa är en hjuldjursart som beskrevs av De Koning 1947. Bradyscela granulosa ingår i släktet Bradyscela och familjen Adinetidae. Inga underarter finns listade i Catalogue of Life.